# Chalcogorgia pellucida
Chalcogorgia pellucida is een zachte koraalsoort uit de familie Chrysogorgiidae. De koraalsoort komt uit het geslacht Chalcogorgia. Chalcogorgia pellucida werd in 1949 voor het eerst wetenschappelijk beschreven door Bayer.